# Roeland Fernhout
Roeland Adriaan Fernhout (Tilburg, 18 april 1972) is een Nederlands acteur.

## Loopbaan
Hij werd in 1995 bij het grote publiek bekend door zijn rol in de speelfilm Zusje. Daarvoor had hij al zijn debuut gemaakt in het theater en op televisie in de serie Diamant.
Vanaf 1999 tot en met 2015 werkte hij bij Toneelgroep Amsterdam.
Hij werkte daarvoor ook bij andere gezelschappen en in de vrije sector.
Tot zijn bekendste rollen horen die in televisieseries als All Stars en in films als Dummie de Mummie. In 2005 was hij te zien in het spelprogramma Wie is de Mol? in Australië; hij moest dat programma echter al snel verlaten vanwege ziekte. Er gaat een hardnekkig gerucht dat hij de mol was en dat Yvon Jaspers het na zijn opgave heeft overgenomen.
Vanaf 2005 was hij een van de vijf RTL Travel-presentatoren en presenteerde hij onder andere het programma From Alaska with Love.
In 2007 stelde hij 'bij wijze van grap' een boyband samen genaamd Bearforce1 ("Bearforce one"), die onverwacht populair werd, mede dankzij de YouTube-video.
Hij was een van de deelnemers aan het eerste seizoen van de remake van het televisieprogramma Fort Boyard in 2011.
In 2017 was Fernhout een van de deelnemers van het achttiende seizoen van het RTL 5-programma Expeditie Robinson, hij viel als veertiende af en eindigde op de 6e plaats. In 2024 deed hij mee aan het televisieprogramma Moordfeest.

## Filmografie
- 1991: Hotel Amor (televisieserie)
- 1993: Diamant - Jeroen Zadelhof
- 1995: Zusje
- 1996: Nachttrein
- 1996: Blind Date
- 1996: De zeemeerman
- 1997: Baantjer (televisieserie)
- 1998: Sentimental Education
- 1998: Het Jaar van de Opvolging (televisieserie)
- 1998: Siberia
- 1998: De pijnbank
- 1999: De trein van zes uur tien (televisiefilm)
- 1999: Suzy Q (televisiefilm)
- 1999-2000: All Stars (televisieserie), als aanvoerder Bram Roodt
- 2001: Keizer Kuzco (stem) - Keizer Kuzco (stem)
- 2001: Baby Blue
- 2003: Phileine zegt sorry - Jules
- 2003: De ordening (televisiefilm)
- 2004: Wet & Waan (televisieserie)
- 2004: Feestje!
- 2004: De dominee
- 2006: Subiet!
- 2006: Kicks
- 2007: Zucht
- 2008: Bride Flight als KLM-steward
- 2008: Blackwater Fever - Cyrus Frisch
- 2009: Annie M.G. - Haye van der Heyden
- 2009: Floor Faber - Martijn
- 2012: Wat als?
- 2012: De Club van Lelijke Kinderen - Bounty Hunter
- 2012: Terug - Vincent (korte film)
- 2012: Wat als? (televisieserie) - Verschillende rollen
- 2012: De Club van Lelijke Kinderen - Überkliener
- 2013: Aandacht Aub!
- 2014: Bouwdorp - Maarten
- 2014: Dummie de Mummie - Klaas Guts
- 2015: Michiel de Ruyter - Cornelis de Witt
- 2015: Zwarte tulp (televisieserie) - Ben Vonk
- 2015: Popoz - Leon
- 2015: Hallo bungalow - Jurgen
- 2015: Dummie de Mummie en de Sfinx van Shakaba - Klaas Guts
- 2016: Brasserie Valentijn - Angelo
- 2016: Hold on
- 2016: Een echte Vermeer - Theo van der Pas
- 2016: Familie Kruys - Berend (televisieserie)
- 2017: Voor elkaar gemaakt - Ralph
- 2017: Meisje van plezier (televisieserie) - Sander Kroesse
- 2017: Dummie de Mummie en de tombe van Achnetoet - Klaas Guts
- 2017: Zorn dem volke (korte film) - Rasmus
- 2018: Suspects (televisieserie) - Stijn Huistra
- 2019: Killing Eve (televisieserie) - Markus
- 2019: Certain kind of silence - Father
- 2019: De club van lelijke kinderen: De staatsgreep (televisieserie) - President Isimo
- 2019: De club van lelijke kinderen - President Isimo
- 2020: Flikken Maastricht (afl. Wie met het zwaard omgaat...)
- 2021: Mijn beste vriendin Anne Frank - Hans Goslar
- 2021: Flikken Rotterdam - Peter Bos
- 2022: Met mes - Ernst
- 2022: Costa!! - Thomas
- 2022: Five Live (televisieserie) - Pieter Jan "JP" Bredius
- 2023: Anoniem - Stef
- 2023: De droom  van de Jeugd - Hans
- 2023: Once Upon a Studio - Keizer Kuzco (stem)
- 2024: Costa!! de serie (televisieserie) - Thomas
- 2025: De F*ckulteit (serie Videoland) - Barend Timmers

## Toneel
- 2019 - Het temmen van de feeks (Stichting Toneelschuur Producties)
- 2018 - Andromache (Stichting Toneelschuur Producties)
- 2017 - Ivanov (Stichting Toneelschuur Producties)
- 2015 - Kings of war (Toneelgroep Amsterdam)
- 2015 - Koningin Lear (Toneelgroep Amsterdam)
- 2013 - Lange dagreis naar de nacht (Toneelgroep Amsterdam)
- 2012 - Macbeth (Toneelgroep Amsterdam)
- 2012 - Husbands (Toneelgroep Amsterdam)
- 2011 - De Russen! Ivanov meets Platonov (Toneelgroep Amsterdam)
- 2010 - Al mijn zonen (Toneelgroep Amsterdam)
- 2010 - Ubu (Toneelgroep Amsterdam en Schauspiel Essen)
- 2010 - Zomertrilogie (Toneelgroep Amsterdam) - als Ferdinando
- 2009 - Antonioni Project (Toneelgroep Amsterdam)
- 2009 - Kruistochten (Toneelgroep Amsterdam) - als Tom
- 2009 - Kreten en gefluister (Toneelgroep Amsterdam)
- 2008 - Ifigeneia in Aulis (Toneelgroep Amsterdam) - als Agamemnon
- 2008 - Angels in America (Toneelgroep Amsterdam) - als verpleger Belize
- 2006 - Hedda Gabler (Toneelgroep Amsterdam) - als Jurgen Tesman
- 2005 - A perfect wedding (Toneelgroep Amsterdam) - als François
- 2005 - Scènes uit een huwelijk (Toneelgroep Amsterdam) - als Johan
- 2000 - Stalker (Toneelgroep Amsterdam, Holland Festival) - Stalker
- 2000 - Jeanne d'Arc van de slachthuizen (Toneelgroep Amsterdam) - Here Jezus
- 1999 - De Cid (Toneelgroep Amsterdam) - Don Arias